# Chiesa di San Benedetto (Amalfi)
La chiesa di San Benedetto è una chiesa ubicata ad Amalfi.

## Storia
Venne edificata nel 1580 come chiesa del monastero della Santissima Trinità: questo fu fondato nello stesso periodo quando i cenobi femminili di San Basilio, San Lorenzo del Piano e Santa Maria Dominarum, sorti tra il X e il XII, furono accorpati secondi i dettami del concilio di Trento, in quanto posti fuori le mura di Amalfi; è probabile che la chiesa sia stata costruita dove era una torre del palazzo Ducale.
Nel XVIII secolo subì dei lavori di restauro: nel 1770 vennero in parti eseguiti quelli proposti dall'architetto Salvatore Lanzetta, mentre nel 1774 venne posato il pavimento in cotto policromo realizzato da Ignazio Chiaiese e venne aggiunto il nuovo altare in marmo, commissionato a Giacomo Massotti.
La chiesa venne ristrutturata tra il 1970 e il 1980, tra il 2010 e il 2013 fu la volta del campanile, mentre nel 2018 furono risistemati gli altari in marmo.

## Descrizione
La facciata è in continuata con il monastero: al centro è posto il portale d'ingresso in marmo, sormontato da una lunetta con la decorazione di una conchiglia; seguono tre aperture rettangoli e si conclude con una serie di torrette.
Internamente è navata unica con volta a botte lunettata: sulla controfacciata è posta la cantoria con organo del XIX secolo, lungo la navata si aprono due cappelle per lato con altari in marmo, mentre sul fondo è la zona del presbiterio. L'altare maggiore è in marmo, di Giacomo Massotti: sul fondo, tra decorazioni in stucco, sono posti i dipinti dell'Assunzione della Vergine tra i santi Lorenzo e Andrea, del 1710, ma presumibilmente datato anteriormente, in quanto sono stati scoperti strati sottostanti di pittura, e in alto Incoronazione della Vergine; ai lati, in due nicchie, sono poste le statue di Santa Scolastica, sulla sinistra, e San Benedetto, sulla destra. Il pavimento è in rigiole di ceramica policroma, opera di Ignazio Chiaiese, con raffigurazioni floreali, di frutta, festoni e uccelli, in parte usurato. Nella chiesa sono inoltre custodite la statua di Sant'Elena, probabilmente proveniente dal monastero di San Nicola a Campo e una tela della Madonna di Pompei. Una scala conduce al coro superiore. Sulla destra del presbiterio è l'accesso alla sacrestia, composta da due ambienti a pianta quadrangolare con volta a crociera, comunicanti tra loro: al suo interno è la statua della Vergine col Bambino tra i santi Domenico e Caterina da Siena.
Il campanile è in parte inglobato nella facciata, sulla destra; emergono gli ultimi quattro livelli: i primi tre sono a pianta quadrata e uno a pianta ottagonale, nei quali si aprono delle monofore, eccetto al primo piano dove sono arco tompagnati. All'apice è posta una guglia, anch'essa a base ottagonale.